# ماریو هویر
ماریو هویر (انگلیسی: Mario Hoyer؛ زادهٔ ۲۶ ژوئیهٔ ۱۹۶۵) از برندگان مدال‌های بازی‌های المپیک اهل آلمان است.